# Patricia Miranda
Patricia Miranda (Manteca (California), Estados Unidos, 11 de junio de 1979) es una deportista estadounidense especialista en lucha libre olímpica donde llegó a ser medallista de bronce olímpica en Atenas 2004.

## Carrera deportiva
En los Juegos Olímpicos de 2004 celebrados en Atenas ganó la medalla de bronce en lucha libre olímpica de pesos de hasta 48 kg, tras la luchadora ucraniana Iryna Merleni (oro) y la japonesa Chiharu Icho (plata).